# Geron mononesensis
Geron mononesensis är en tvåvingeart som beskrevs av Neal L. Evenhuis 1979. Geron mononesensis ingår i släktet Geron och familjen svävflugor. Inga underarter finns listade i Catalogue of Life.